# Стівен Стемкос
Стівен Сте́мкос (англ. Steven Stamkos; *7 лютого 1990, Маркем, Онтаріо, Канада) — канадський хокеїст, нападник клубу НХЛ «Тампа-Бей Лайтнінг».
Чемпіон світу серед молодіжних команд та срібний призер дорослих змагань. Перший номер драфту НХЛ 2008 року. Дворазовий володар Моріс Рішар Трофі.
Володар Кубка Стенлі.

## Кар'єра

### Хокейна ліга Онтаріо
З 16 років почав виступати в ОХЛ, за команду Сарнія Стінг. В першому ж сезоні, незважаючи на свій юний вік, Стів став найкращим бомбардиром команди. Завдяки такій вдалій грі Стемкоса було запрошено до складу збірної Канади віком до 18 років. На чемпіонаті, що проходив в Фінляндії, Стівен в шести поєдинках зумів набрати одразу 10 (2+8) очок, хоча це і не допомогло канадійцям здобути медалі (підсумкове 4-е місце).
В другому сезоні на молодіжному рівні Стемкос був серед найкращих не тільки у своїй команді, а й в цілому в лізі. Зокрема, Стів посів п'яте місце серед бомбардирів та друге серед снайперів. Свою ж команду він зумів вивести в другий раунд плей-оф. В сезоні 2007-08 років Стемкоса знову було запрошено до збірної Канади, але цього разу вже молодіжної (вік гравців не перевищує 20 років). Стемкос набрав 6(1+5) очок на турнірі і разом з партнерами виграв золоті нагороди змагань, що проходили в Чехії.

### Національна хокейна ліга
Наприкінці червня 2008 року в Оттаві під час процедури драфту, Стівена було обрано під загальним першим номером. Серед п'яти перших номерів на драфті він виявився єдиним нападником. За місяць він підписав типовий контракт новачка на три роки.
Як і до кожного першого номера драфта, до Стемкоса була прикута підвищена увага хокейних журналістів, скаутів, експертів і т.д. Тож коли старт в дорослому хокеї виявився не таким яскравим, як можна було очікувати, Стіва чимало критикували.
Своє перше очко він здобув лише в восьмому поєдинку, але вже в наступному закинув і першу шайбу. Незважаючи на відносні невдачі Стівен не опускав руки і тренувався ще більш наполегливо. І вже за деякий час таки зумів пристосуватися до більш високого рівня національної хокейної ліги. Вже в лютому він зробив свій перший хет-трик, а в останніх 20 поєдинках набрав 19 очок. Таким чином він зумів завершити дебютний для себе сезон з цілком пристойним показником в 46(23+23) очок, що стало третім результатом в команді. Однак це не допомогло «блискавкам» потрапити в плей-оф, отже у Стівена з'явилася можливість поїхати в Швейцарію на дорослий чемпіонат світу. Там він продовжив свої успішні виступи, набравши 11 очок (7 шайб) в 9 матчах, і допоміг канадійцям здобути срібні нагороди турніру.
Вже у другому сезоні в НХЛ Стемкос здобув свою першу індивідуальну нагороду: закинувши 51 шайбу він разом із Сідні Кросбі став найкращим снайпером ліги, за що і отримав Трофей Моріса Рішара. Також Стівена було включено до резервного списку гравців збірної Канади для участі в ЗОІ 2010 року.
У сезоні 2010-2011 років хокеїст вперше зіграв в плей-оф розіграшу кубка Стенлі. «Тампа» зуміла дійти до фіналу східної конференції, однак у вирішальному, 7-му матчі серії проти «Брюїнс» поступилася суперникам із рахунком 1:0.
Сезон 2011-2012 років став для Стемкоса найвдалішим з точку зору особистої результативності. У 82 матчах «Стеммер» забив 60 голів, ставши лише 20-им хокеїстом в історії НХЛ, і першим після Алекса Овечкіна, кому підкорився рубіж у 6 десятків закинутих шайб.  Звісно, це забезпечило виграш другого трофею Моріса Рішара.
У скороченому через локаут сезоні 2013 року, Стівен став другим снайпером (поступився лише Овечкіну) та другим бомбардиром (поступився лише одноклубнику Мартіну Сан-Луї) сезону.
Олімпійський сезон 2013-14 років нападник почав дуже вдало: у 16 поєдинках він набрав 23(14+9) очок. Але 11 листопада у 17-му матчі сезону, який відбувався у Бостоні проти місцевих «ведмедів», Стемкос зіткнувшись із захисником суперників впав, налетівши при цьому на стійку воріт. Цей удар призвів до важкої травми: хокеїст зламав велику гомілкову кістку. Не дивлячись на всі намагання медиків, дана травма не дозволила форварду зіграти на ЗОІ 2014 року, тож в останній момент в заявці канадійської збірної Стівена замінив Мартін Сан-Луї.
Повернутися у гру нападник зумів лише 6 березня 2014 року в матчі проти «Баффало». Саме перед цим поєдинком Стемкоса було названо новим капітаном комнади, оскільки попередній капітан, котрим був Мартін Сан-Луї, був обміняний в «Нью-Йорк Рейнджерс».
28 вересня 2020 року в складі «Тампа-Бей Лайтнінг» став володарем Кубка Стенлі.
7 липня 2021 вдруге в складі «Тампа-Бей Лайтнінг» став володарем Кубка Стенлі.

## Статистика
Останнє оновлення: 31 липня 2014 року
| Сезон        | Клуб               | Ліга         | Регулярний сезон | Регулярний сезон | Регулярний сезон | Регулярний сезон | Регулярний сезон | Плей-оф | Плей-оф | Плей-оф | Плей-оф | Плей-оф |
| Сезон        | Клуб               | Ліга         | І                | Г                | П                | О                | ШХ               | І       | Г       | П       | О       | ШХ      |
| ------------ | ------------------ | ------------ | ---------------- | ---------------- | ---------------- | ---------------- | ---------------- | ------- | ------- | ------- | ------- | ------- |
| 2006-07      | Сарнія Стінг       | ОХЛ          | 63               | 42               | 50               | 92               | 56               | 4       | 3       | 3       | 6       | 0       |
| 2007-08      | Сарнія Стінг       | ОХЛ          | 61               | 58               | 47               | 105              | 88               | 9       | 11      | 0       | 11      | 20      |
| 2008-09      | Тампа-Бей Лайтнінг | НХЛ          | 79               | 23               | 23               | 46               | 39               | —       | —       | —       | —       | —       |
| 2009-10      | Тампа-Бей Лайтнінг | НХЛ          | 82               | 51               | 44               | 95               | 38               | —       | —       | —       | —       | —       |
| 2010-11      | Тампа-Бей Лайтнінг | НХЛ          | 82               | 45               | 46               | 91               | 74               | 18      | 7       | 6       | 13      | 6       |
| 2011-12      | Тампа-Бей Лайтнінг | НХЛ          | 82               | 60               | 37               | 97               | 66               | —       | —       | —       | —       | —       |
| 2012-13      | Тампа-Бей Лайтнінг | НХЛ          | 48               | 29               | 28               | 57               | 32               | —       | —       | —       | —       | —       |
| 2013-14      | Тампа-Бей Лайтнінг | НХЛ          | 37               | 25               | 15               | 40               | 18               | 4       | 2       | 2       | 4       | 6       |
| Всього в НХЛ | Всього в НХЛ       | Всього в НХЛ | 410              | 233              | 193              | 426              | 267              | 22      | 9       | 8       | 17      | 12      |

### Міжнародні виступи
| Турнір       | Команда      | І  | Г  | П  | О  | ШХ |
| ------------ | ------------ | -- | -- | -- | -- | -- |
| ЮЧС 2007     | Канада Ю-18  | 6  | 2  | 8  | 10 | 8  |
| МЧС 2008     | Канада Ю-20  | 7  | 1  | 5  | 6  | 4  |
| ЧС 2009      | Канада       | 9  | 7  | 4  | 11 | 6  |
| ЧС 2010      | Канада       | 5  | 2  | 1  | 3  | 10 |
| ЧС 2013      | Канада       | 8  | 7  | 5  | 12 | 6  |
| Всього на ЧС | Всього на ЧС | 22 | 16 | 10 | 26 | 22 |

## Нагороди
- Володар Моріс Рішар Трофі 2010 (51 шайба, рівний показник з Сідні Кросбі), 2012 (60 шайб).
- Володар Кубка світу (2016).